# David Veilleux

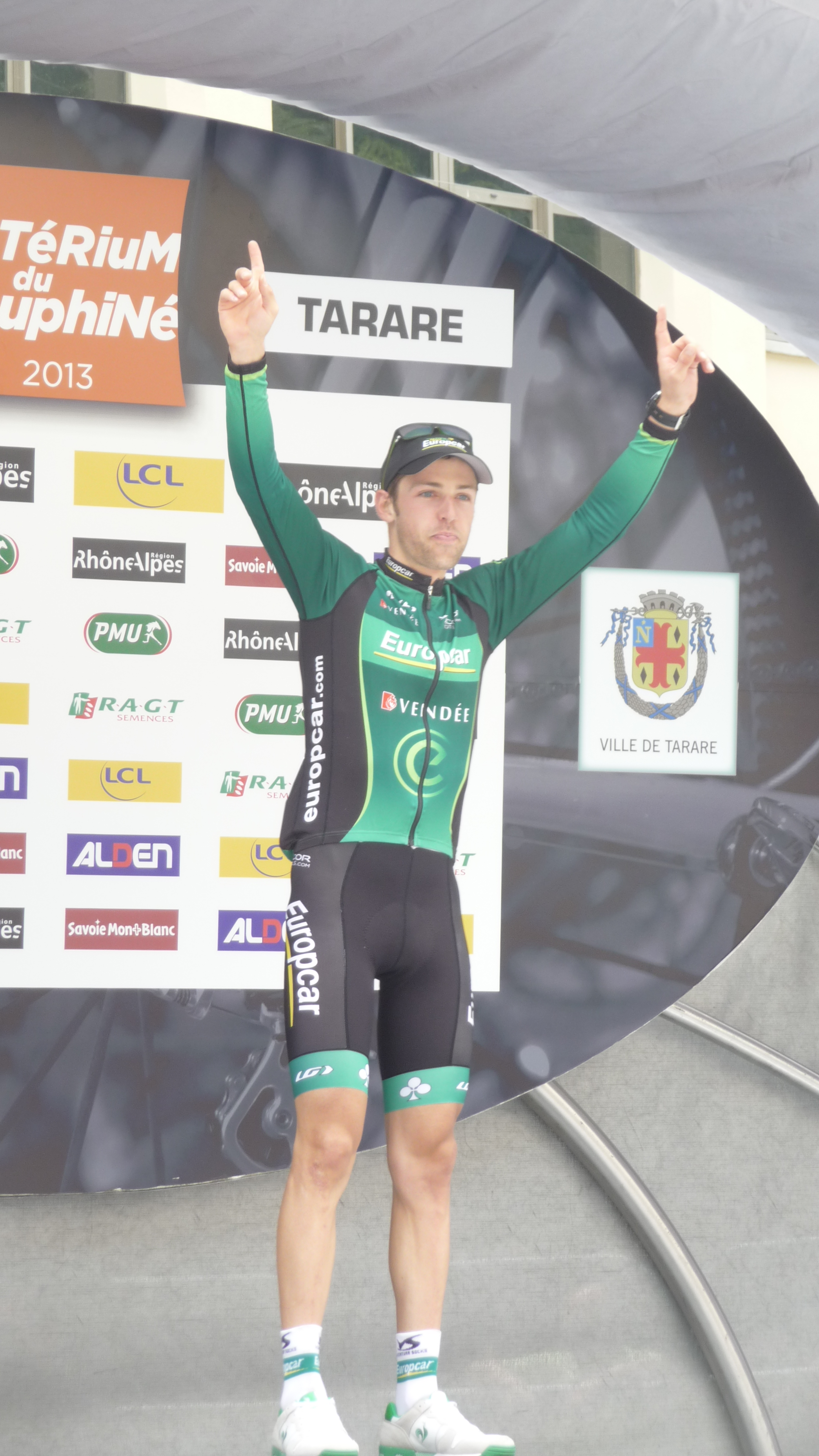
David Veilleux beim Critérium du Dauphiné 2013

David Veilleux (* 26. November 1987 in Cap-Rouge (Québec)) ist ein ehemaliger kanadischer Radrennfahrer.

## Karriere
David Veilleux wurde 2005 Dritter im Zeitfahren der Junioren bei der kanadischen Meisterschaft. Außerdem gewann er die Gesamtwertung des Junioren-Rennens Tour de l’Abitibi. In der Saison 2006 fuhr er in der U23-Klasse, wo er bei der nationalen Meisterschaft sowohl das Zeitfahren, als auch das Straßenrennen gewann. Des Weiteren feierte er noch einen Etappensieg beim Coupe de la Paix. 2007 fuhr Veilleux für das US-amerikanische Continental Team Jittery Joe’s, wo er seinen U23-Zeitfahrmeistertitel verteidigte.
Von 2008 bis 2010 fuhr er für Kelly Benefit Strategies und von 2011 bis 2013 fuhr er für das französische Team Europcar. Seine größten Erfolge feierte Veilleux 2012 bei Tre Valli Varesine und 2013 mit einem Etappensieg beim Critérium du Dauphiné Libéré.
Ende der Saison 2013 beendete er seine Karriere als Berufsradfahrer, um sich auf sein Studium und seine Familie zu konzentrieren.

## Erfolge
2006
- Kanadischer Meister – Einzelzeitfahren (U23)
- Kanadischer Meister – Straßenrennen (U23)

2007
- Kanadischer Meister – Einzelzeitfahren (U23)

2008
- Gesamtwertung und zwei Etappen Tour of Pennsylvania
- Kanadischer Meister – Einzelzeitfahren (U23)
- Kanadischer Meister – Straßenrennen (U23)

2009
- Kanadischer Meister – Einzelzeitfahren (U23)

2011
- La Roue Tourangelle
- Kanadischer Meister – Kriterium

2012
- Gesamtwertung und eine Etappe La Mi-Août en Bretagne
- Tre Valli Varesine

2013
- eine Etappe Critérium du Dauphiné Libéré
- Gesamtwertung Boucles de la Mayenne

## Teams
- 2007 Jittery Joe’s
- 2008 Kelly Benefit Strategies-Medifast
- 2009 Kelly Benefit Strategies
- 2010 Kelly Benefit Strategies
- 2011 Team Europcar
- 2012 Team Europcar
- 2013 Team Europcar